# Lamteh Dayah
Lamteh Dayah is een bestuurslaag in het regentschap Aceh Besar van de provincie Atjeh, Indonesië. Lamteh Dayah telt 331 inwoners (volkstelling 2010).